# Drakonidi
Drakonidi ili Giacobinidi su meteorski roj kojemu je radijant u zviježđu Zmaju, pojavljuje se oko 8. listopada. Potječe od rasprsnuta materijala kometa Giacobini-Zinner. Svojstveno je za Drakonide da se rasprsnu (ablacija) puno prije nego počnu padati prema Zemlji. 1933. i 1946. Drakonidi su imali preko tisuću vidljivih meteora u jednom satu, i to je bila jedna od najveličanstvenijih meteorskih pljuskova u 20. stoljeću. Rijetka pojačana aktivnost se javlja kada Zemlja prođe kroz gušći sloj ostataka kometa; na primjer to se dogodilo 1998. i nešto slabije 2005. Za vrijeme pojave Drakonida 2012., radarsko osmatranje je zabilježilo preko tisuću kometa u jednom satu.

## Komet Giacobini–Zinner
Komet Giacobini–Zinner (oznaka: 21P/Giacobini–Zinner) je periodični komet u Sunčevu sustavu, koji ima ophodno vrijeme 6,621 godina, perihel 1,038 AJ i afel 6,014 AJ. Otkrio ga je francuski astronom Michel Giacobini (iz Nice), koji ga je zapazio 20. prosinca 1900. u zviježđu Vodenjak. Nakon toga ga je vidio njemački astronom Ernst Zinner (iz Bamberga, Njemačka) dok je promatrao promjenjivu zvijezdu u blizini druge (beta) zvijezde u zviježđu Štit. 23. listopada 1913. Za vrijeme opažanja komet je imao prividnu magnitudu ili sjaj m = + 8, ali nakon 1946., nakon serije raspada i izgaranja kometa, sjaj mu se pojačao do m = + 5. Komet Giacobini–Zinner je bio cilj svemirske letjelice International Cometary Explorer, koja je prošla kroz njen rep od plazme 11. rujna 1985. Osim toga, japanska svemirska letjelica Sakigake je pokušala približiti se kometu 1998., ali zbog više tehničkih problema nije uspjela. Procjenjuje se da jezgra kometa ima promjer oko 2 kilometra. Komet je zadnji puta bio u perihelu 11. veljače 2012., dok se sljedeći put očekuje u perihelu 10. rujna 2018. 